# VH1 Uno
VH1 Uno (ou VHUno em alguns materiais promocionais e listagens de TV) foi um canal de televisão digital a cabo e via satélite que fazia parte do pacote de serviços digitais temáticos da VH1. Apresentava uma mistura de pop e baladas latinas, tropical, salsa, merengue, tejano, soul latino, reggaeton e hip hop urbano, apresentando artistas de destaque como Marc Anthony, Jennifer Lopez, Celia Cruz, Shakira e Luis Miguel.
Em 2 de fevereiro de 2008, o canal foi descontinuado pela então MTV Networks para expandir a distribuição do canal a cabo MTVU.